# Trigynaea caudata
Trigynaea caudata är en kirimojaväxtart som först beskrevs av Robert Elias Fries, och fick sitt nu gällande namn av Robert Elias Fries. Trigynaea caudata ingår i släktet Trigynaea och familjen kirimojaväxter. Inga underarter finns listade i Catalogue of Life.